# Odiham Castle

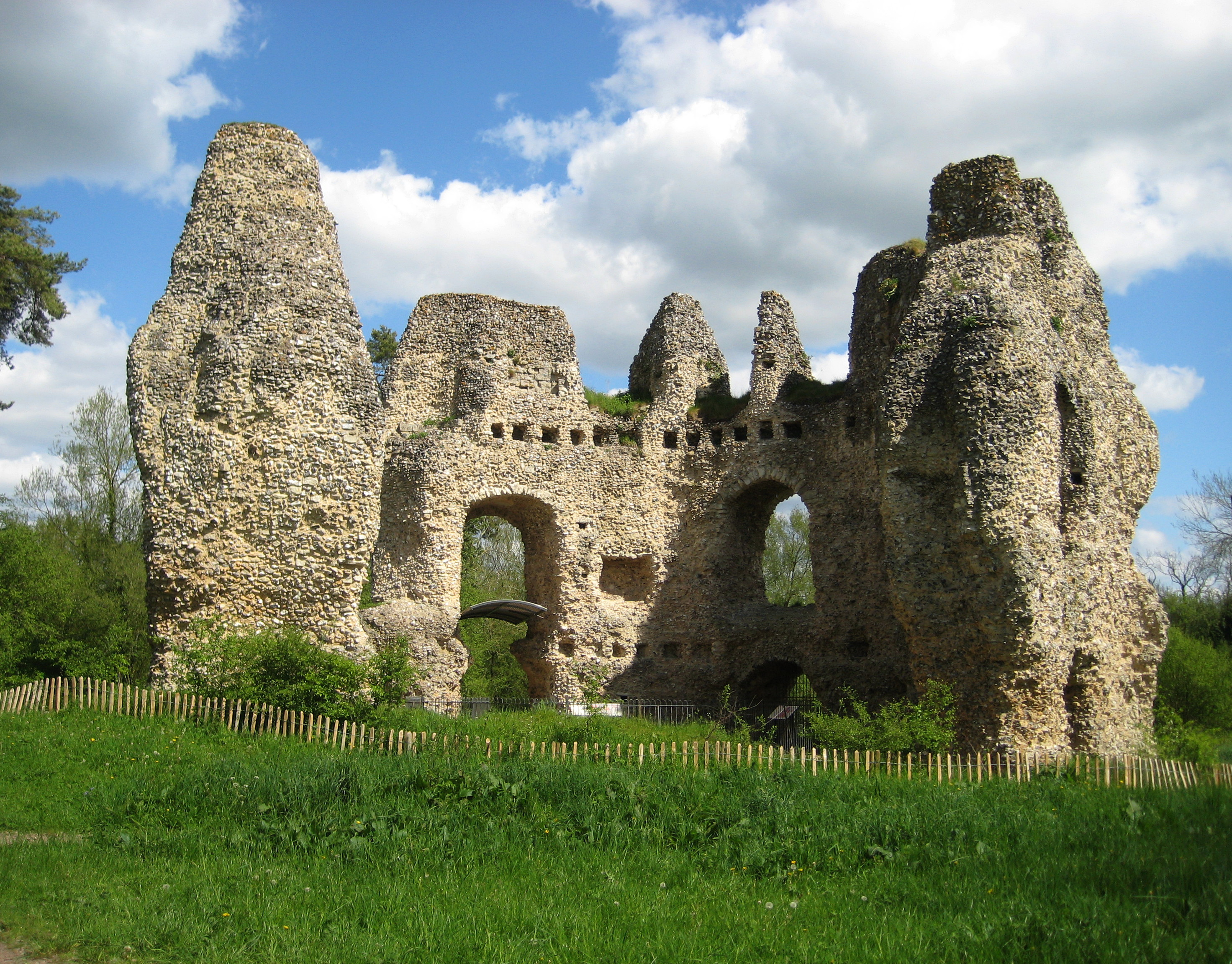
Ruine von Odiham Castle

Odiham Castle (auch King John’s Castle) ist eine Burgruine bei Odiham in der englischen Grafschaft Hampshire. Sie ist eine von nur drei Burgen, die König Johann Ohneland in seiner Regierungszeit bauen ließ.
Das Gelände wählte der König vermutlich aus, weil er die Gegend 1204 besucht hatte und sie auf halbem Wege zwischen Windsor Castle und Winchester liegt.

## Bau
Odiham Castle entstand auf einem 8 Hektar großen Gelände, das der König von einem lokalen Herren, Robert the Parker erworben hatte. Es liegt in einer modifizierten Flussschleife des River Whitewater.
Die Burg, deren Bau sieben Jahre dauerte, hatte einen zweistöckigen, steinernen Donjon und einen Burggraben mit quadratischem Grundriss. Es gab auch einen Wall am Graben und Palisaden. Bemerkenswerterweise hatte die Festung auch ein domus regis (Königshaus).
Schriftrollen im Public Record Office geben an, dass die Gesamtausgaben zwischen 1207 und 1214, dem Jahr, in dem die Arbeiten beendet waren, £ 1000 (entsprechend £ 11,4 Mio. im Jahre 2009) betrugen.

## Geschichte
1215 verließ Johann Ohneland entweder Odiham Castle oder Windsor Castle und ritt nach Runnymede, wo er die Barone traf und sein Siegel unter die Magna Carta setzte. Ein Jahr später wurde Odiham Castle im ersten Krieg der Barone von den Franzosen nach zweiwöchiger Belagerung eingenommen. Die Garnison von nur 13 Mann übergab die Burg am 9. Juli 1216. Irgendwann innerhalb der folgenden neun Jahre wurde der Donjon vollkommen neu aufgebaut, möglicherweise, um die Schäden zu beheben, die die französischen Truppen verursacht hatten. Gleichzeitig wurde der Mound, auf dem der Donjon stand, um 5 Meter erhöht und den Verteidigungsanlagen ein innerer Graben rund um den Donjon hinzugefügt.
1238 heiratete Simon de Montfort König Johann Ohnelands Tochter Eleanor, nur zwei Jahre, nachdem sie Odiham Castle von ihrem Bruder, König Heinrich III., erhalten hatte. Im Folgejahr wurde eine Küche auf einer Brücke über den inneren Graben hinzugefügt, ebenso wie ein neuer Rittersaal außen am Donjon. Im selben Zeitraum wurde der Graben mit einem weiteren Gebäude überbaut, diesmal an der Südostseite des Donjons. Dieses sollte weiteren Wohnraum schaffen.
1263 rebellierte De Monfort gegen König Heinrich und starb 1265 in der Schlacht von Evesham; Eleanor wurde ins Exil geschickt. Odiham Castle fiel erneut an die Krone.
Die Burg war auch in die Rebellion unter Führung der mächtigen Familie Despenser gegen Roger Mortimer und Königin Isabelle de France, der Gattin von König Eduard II., verwickelt.
Im 14. Jahrhundert tagte in Odiham Castle auch das Parlament des Vereinigten Königreiches. Der schottische König David II. war hier nach seiner Gefangennahme in der Schlacht von Neville’s Cross 1346 für 11 Jahre eingesperrt. Er wurde unter leichter Bewachung gehalten und durfte seinen eigenen Haushalt führen. Die Nutzung der Burg als Gefängnis scheint im 13. und 14. Jahrhundert gängige Praxis gewesen zu sein; die nahegelegene Grundherrschaft von Greywell wurde dazu verpflichtet, jede dritte Nacht die Wachen zu stellen.
Im 15. Jahrhundert diente Odiham Castle nur als Jagdschloss und 1605 wird es bereits als Ruine beschrieben.
1792 wurde der Basingstoke Canal durch die südliche Ecke des Burghofes gebaut.

### Heute
Odiham Castle ist öffentlich zugänglich. Die einzigen heute noch sichtbaren Überreste sind Teile des achteckigen Donjons und Erdwerke der Außenwerke. Im September 2007 ließ das Hampshire County Council Restaurierungsarbeiten am Donjon unter Führung von English Heritage durchführen. Die südlichste Ecke des Burggrabens ist heute noch in Form eines kleinen, überwachsenen Weihers auf der der Burg gegenüberliegenden Seite des Kanals erhalten.
Zwei Serien archäologischer Ausgrabungen wurden an der Burg ausgeführt, eine 1953 laut einem Bericht in einer Regionalzeitung und die andere zwischen 1981 und 1985 von den Hampshire County Council Museum Services.

## Galeriebilder

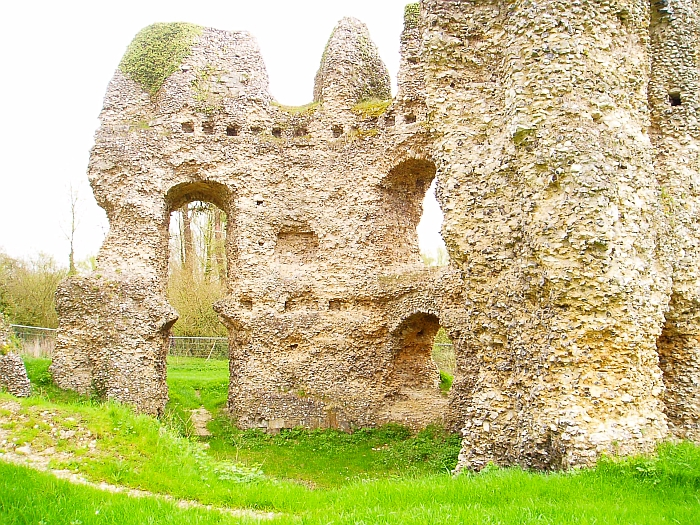
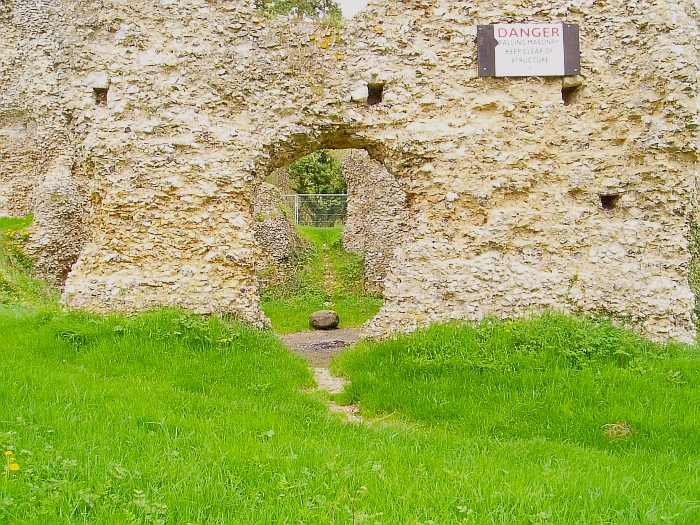